# Лари (митология)
Вижте пояснителната страница за други значения на Лари.
Лари (lares) (от лат. Lar (es), „огнище“, произлизащо от етруския lar, „баща“) в римската митология са божества,  фигури на римската религия, които представляват защитните духове на починали предци, които според римските традиции са се грижили за добрият напредък на семейството, на собствеността или на дейностите като цяло. Култът към тях произлиза от почитането на мъртвите цяло.Вероятно култът към ларите идва от античноста когато мъртвите са погребвани в къщите. 
Има 2 вида; 
-Домащните лари били свързани с домашното огнище, семейната трапеза, с дърветата и горите. На тях се молели по време на раждане, бракосъчетаване, смърт. Вярвало се, че следят за спазването на традициите в семейството, наказват нарушителите (господарите, които били прекалено жестоки с робите си). Робите активно ги почитали. Главата на фамилията бил върховния жрец на култа към ларите. Във всеки дом имало олтар, посветен на тях.
-Общественни лари - защитни духове (на кръстовища,на морските пътувания , пътниците....) А също и на съседните общини и добросъседските отношения. ларите били почитани на кръстовищата (compita, компитални лари), където също  са им  изграждали светилища.